# Ligue républicaine nationale
Pour les articles homonymes, voir LRN.
La Ligue républicaine nationale (LRN) est un mouvement politique français de droite créé en novembre 1924 par Alexandre Millerand, ancien président de la République.

## Historique

### Fondation par Millerand

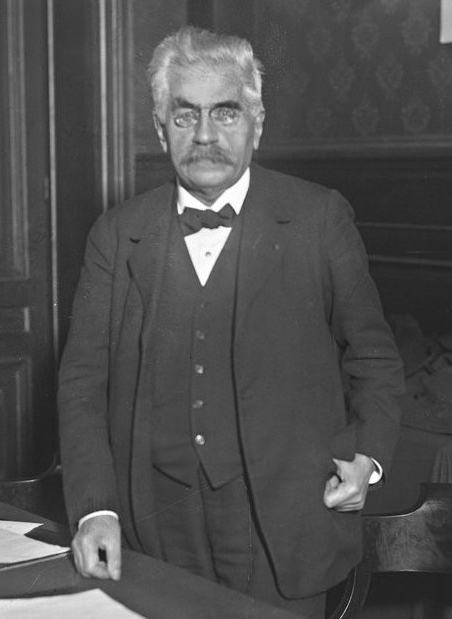
L’ancien président de la République Alexandre Millerand, président-fondateur de la Ligue républicaine nationale.

Le lancement de la Ligue républicaine nationale fait suite aux élections législatives de mai 1924, à l'issue desquelles l'a emporté le cartel des gauches, qui a ensuite contraint à la démission le président de la République, Alexandre Millerand, l'accusant d'interférer dans le débat politique. Le centre et la droite se retrouvent alors sans chef de file, l'ancien président du Conseil Raymond Poincaré s'étant mis en retrait de la vie politique. Dès lors sollicité par plusieurs formations, Millerand accepte de fédérer les opposants au cartel.
Les statuts sont déposés en octobre 1924. Un manifeste, rédigé par André François-Poncet et approuvé par le comité directeur, est publié le 6 novembre suivant. Un banquet de lancement est organisé le 16 décembre 1924 à la salle Luna Park. La LRN connaît dans les mois qui suivent une phase d'expansion, multipliant les ralliements.

### Difficultés et disparition
Mais des difficultés apparaissent à partir de 1925. Millerand doit faire face à des divisions idéologiques, avec un PRDS davantage laïque et proche du patronat que lui, ainsi qu’à la volonté du nouveau président de la Fédération républicaine, Louis Marin, d’asseoir l'autorité de son parti sur la LRN ou encore à la concurrence d’autres formations (Centre de propagande des républicains nationaux, Jeunesses patriotes, Fédération nationale catholique, Le Faisceau). Mais Millerand continue de privilégier la question sociale et institutionnelle à l’apaisement religieux, ce qui conduit au départ de nombreux adhérents. En outre, le fonctionnement interne de la ligue, chapeauté par le secrétaire général Emmanuel Brousse, est inadapté et la situation financière se dégrade en raison d’une mauvaise gestion et de l’importance des coûts consacrés à la propagande (tracts, affiches, réunions).
L’effondrement à l’été 1926 du cartel des gauches et le nouveau gouvernement Poincaré marginalisent la ligue, qui faisait de la fin de l’alliance entre socialistes, républicains-socialistes et radicaux son principal combat. Le 15 janvier 1927, après avoir échoué à être réélu aux élections sénatoriales, Alexandre Millerand démissionne de la présidence de la LRN. André Maginot est élu le 26 janvier à la présidence du comité directeur tandis qu’Henri de Kérillis et Paul Reynaud apparaissent comme les autres principales figures de la ligue. Alors que la nouvelle direction décide d’écarter les partisans de Millerand, la ligue ne survit pas au départ de son fondateur et cesse rapidement toute activité. 

### Relance par Reynaud

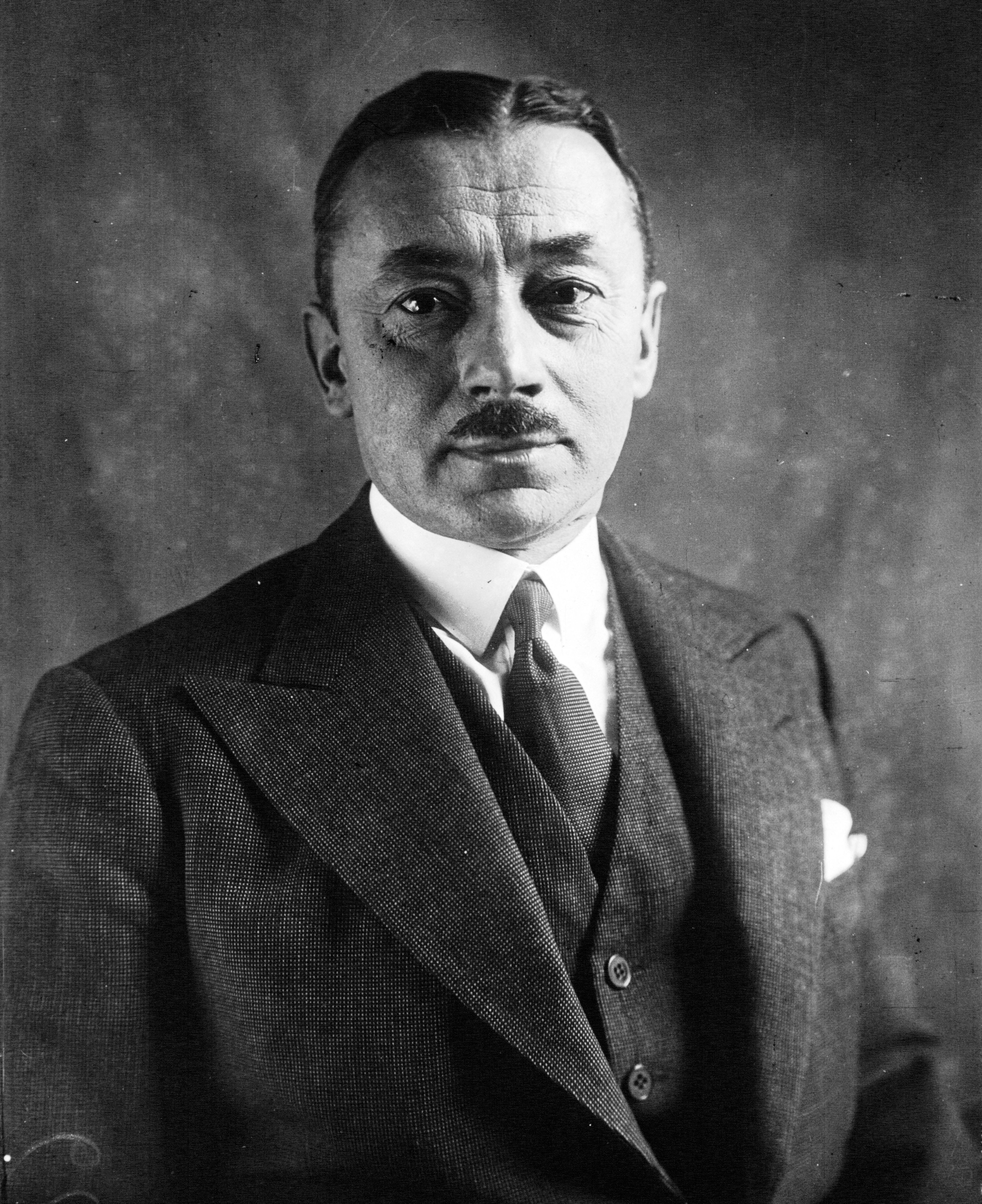
Paul Reynaud, initiateur d’une relance de la ligue, dix ans après sa fondation.

Paul Reynaud et Georges Scapini la relancent en juin 1934,.

## Composition
La LRN est conçue comme une coalition rassemblant les droites républicaines et parlementaires face au cartel des gauches au pouvoir. Elle rassemble les deux principales formations de centre droit et de droite, le Parti républicain démocratique et social  (PRDS) et la Fédération républicaine, qui revendiquent cependant leur autonomie, notamment au niveau local. D'autres plus petites formations en sont membres, comme le Parti démocrate populaire et Démocratie nouvelle. Au début de l’année 1925, la LRN obtient le ralliement de deux autres ligues, la Ligue civique et la Ligue démocratique d'action morale et sociale.

## Idéologie
Dans ses statuts, la ligue de 1924 affiche l’objectif de « défendre et propager par la presse, la réunion ou l’association, les principes d'une politique nationale qui, dans la République et par la République, se propose d’assurer à la France la paix à l’intérieur comme à l’extérieur ».
Elle s'oppose à la politique du cartel des gauches, sorti victorieux des élections législatives de 1924, dénonçant la remise en cause de l'action du Bloc national, en particulier la fin de l'occupation de la Ruhr, la politique de désarmement, l'amnistie des déserteurs, une politique complaisante avec l'URSS. À l'inverse, elle prône l'application des dispositions du traité de Versailles incombant à l’Allemagne, appelle à ne pas céder sur la question des réparations de guerre et souhaite une action raisonnable de la Société des Nations. En matière économique, résolument anticommuniste, la LRN défend l'équilibre budgétaire et des réformes sociales mais sans tolérance envers les meneurs de grèves et révolutionnaires.
La LRN apparaît divisée sur plusieurs sujets. C’est notamment le cas concernant la révision des lois constitutionnelles de 1875, une thématique chère à Millerand mais qui rencontre des oppositions au sein du PRDS. Cette formation est également sceptique sur les propositions sociales et pour l’« apaisement » en matière religieuse que porte l’ancien chef de l’État. À l'inverse, la frange la plus à droite lui reproche de ne pas être assez conciliant avec l’Église.
Relancée en 1934, la ligue maintient un programme axé sur la représentation proportionnelle et une révision constitutionnelle renforçant les pouvoirs de l’exécutif.

## Organisation

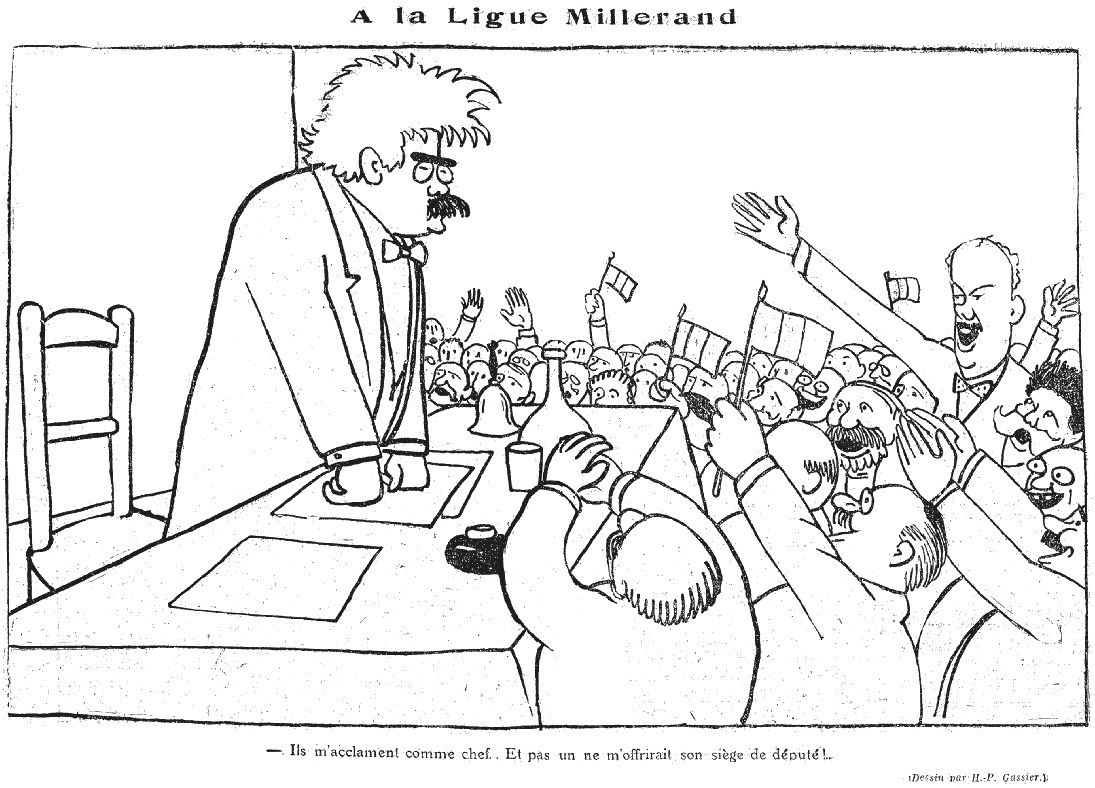
Dessin humoristique de Gassier sur la « Ligue Millerand » (décembre 1924).

La « première » LRN est présidée par Alexandre Millerand, président de la République de 1920 à 1924. Pour l'assister, celui-ci nomme un comité directeur, composé comme suit :
- Émile Bourgeois (historien)
- Emmanuel Brousse (PRDS)
- Pierre-Étienne Flandin (PRDS)
- Frédéric François-Marsal (FR)
- André François-Poncet (PRDS)
- Auguste Isaac (président de la FR)
- Yves Le Trocquer (PRDS)
- André Maginot (PRDS)
- Louis Marin (FR)
- Alexandre Millerand
- Georges Pascalis (ancien président de la Chambre de commerce de Paris, vice-président de l'Union du commerce et de l'industrie pour la défense sociale)
- Antony Ratier (président du PRDS)
- Charles Reibel (PRDS)
- Jean Terral (viticulteur)

En janvier 1925, l'imprimeur Charles Burgard rejoint le comité directeur. En novembre suivant, Paul Reynaud remplace Antony Ratier après sa démission pour raisons de santé.
La ligue comprend également un comité de propagande de 32 membres — comprenant notamment Jacques Bardoux, Philippe Barrès — et des organismes départementaux.
La « seconde » LRN est présidée par Paul Reynaud.

## Siège
La LRN a son siège au 47, avenue d'Iéna, dans le 16e arrondissement de Paris. Son journal, L'Avenir, se trouve au 1, rue des Italiens (9e arrondissement). Le siège de la ligue de 1934 est quant à lui situé au 66, avenue Victor-Hugo, également à Paris 16e.